# 賈涉
贾涉（1178年—1223年），字济川。南宋台州天台县藤桥松溪人。
贾涉年幼时好读古书，慷慨有大志。以父贾伟荫官任高邮尉，历任知盱眙军、淮东提点刑狱兼楚州节制京东路忠义兵马。他防御严密，使金国人六、七年不敢觊觎淮东。山东人李全、杨友等招兵买马，号“忠义军”。贾涉对“忠义军”进行改编，裁减老弱残兵留下精干六千多人进行军纪训练。相继收复登州（今山东省蓬莱市）、莱州、济州（今山东省巨野县）、沂州（今山东省临沂市）等州。因功擢升为制置副使兼京东、河北节制使。金朝十余万军进犯淮西、黄州，蕲州（今湖北省蕲春县北）为金人所围，他斩逃将徐晖，诸将畏惧，无不用命，稳定了淮西局势。后因患病请求辞职，金兵又一次大举南下，他抱病主持工作，遣军将击败金军。贾涉以文臣统兵，节制一方，御金有功。不久病卒。赠龙图阁学士、光禄大夫。
其子贾似道, 另有一女为宋理宗宠妃賈貴妃。

## 延伸阅读
[在维基数据编辑]
 《宋史·卷403》，出自脱脱《宋史》